# 구본무
구본무(具本茂, 1945년 2월 10일~2018년 5월 20일)는 LG그룹 회장을 지낸 대한민국의 기업인이다. LG화학 대표이사 회장, LG전자 대표이사 회장을 역임하며 23년 동안 LG그룹의 핵심 사업을 이끌었다.

## 생애
구본무는 1945년 2월 10일에 경상남도 진주시에서 LG 창업주인 구인회 회장의 손자이자 구자경 LG 명예회장의 장남으로 태어났다. 장인은 김태동 보건사회부 장관이다. 본관은 능성. 진주에서 유년 시절을 보낸 뒤 연세대학교 상대에 입학했으나 군 복무 후 중퇴했으며 이후 미국 애슐랜드대, 클리블랜드 주립대에서 학사와 석사 과정을 밟았다. 1975년 LG화학 심사과 과장으로 입사했고, 1989년 LG그룹 부회장에 올랐으며, 1990년에는 야구단 LG 트윈스(구 MBC 청룡)을 창단한다. 1995년 50세에 LG그룹 회장으로 취임하여 경영 승계를 받는다. 
1999년 정부 주도의 강제적 구조 조정 시기에 LG반도체를 현대그룹으로 넘기게 되고, 17년 간 전경련에 사실상 발길을 끊는다.
2017년에 악성 뇌종양 진단을 받고 투병하다가, 2018년 5월 20일에 서울대학교병원에서 향년 73세의 나이로 별세하였다. 경영권은 그의 조카이자 양아들인 구광모에게 승계되었으며, 이에 따라 구광모가 후임 회장이 됐다.

## 학력
- 연세대학교 중퇴
- 애슐랜드 대학교 학사
- 클리블랜드 주립 대학교 대학원 경영학 석사

## 경력
- 1975년 LG화학 심사과장
- 1979년 LG화학 유지총괄본부 본부장
- 1980년 LG전자 기획심사본부장
- 1981년 LG전자 이사
- 1983년 LG전자 일본 동경주재 이사
- 1984년 LG전자 일본 동경주재 상무
- 1985년 LG그룹 회장실 전무
- 1986년 금성사 (現,LG그룹) 회장실 부사장
- 1989년 전국경제인연합회 부회장
- 1989년 금성사 (現,LG그룹) 부회장
- 1990년 ~ 2006년 LG 트윈스 프로야구단 구단주
- 1991년 ~ 1997년 LG 치타스 프로축구단 구단주
- 1996년 ~ 2018년 LG그룹 회장
- 1997년 LG공익재단 이사장
- 1998년 LG화학(주) 대표이사 회장
- 1998년 LG전자(주) 대표이사 회장
- 1999년 연세대학교 겸임교수
- 2001년 (주)LGCI 대표이사 회장 (LG화학 지배주)
- 2001년 전국경제인연합회 환경위원회 위원장
- 2002년 (주)LGEI 대표이사 회장 (LG전자 지배주)
- 2003년 (주)LG 출범, 대표이사 회장 (LG그룹 지배주)

## 저서
- 《한국의 새》(2000년)